# Sergey Kharkov
Sergey Vladimirovich Kharkov  (né le 17 novembre 1970) est un gymnaste russe. Il a été champion olympique au sol en 1988 ainsi que champion du monde à la barre fixe en 1993. 

## Palmarès

### Jeux olympiques
- Séoul 1988
  -  médaille d'or par équipes avec l'union soviétique
  -  médaille d'or au sol

- Atlanta 1996
  -  médaille d'or par équipes avec la Russie

### Championnats du monde
- Birmingham 1993
  -  médaille d'argent au concours général individuel
  -  médaille d'or à la barre fixe

### Championnats d'Europe
- Lausanne 1990
  -  médaille d'argent au concours général individuel
  -  médaille d'argent au sol
  -  médaille de bronze au cheval d'arçons

- Saint-Pétersbourg 1998
  -  médaille de bronze par équipes avec l'Allemagne